# 李志希
李志希（1964年11月8日—），台灣男演員，出生於台北市，籍貫河北雄县，為藏傳佛教信徒，法號貝瑪澤旺（貝瑪是「蓮花」的意思，澤旺是「心想事成」）。

## 家庭
父親是著名京劇表演藝術家李環春，媽媽是書法家、電台主播沈涪，雙胞胎弟弟李志奇，而母親的表弟為焦仁和。滿人，出身正黃旗。祖父是著名京劇表演藝術家李永利 (1884年-1955年)，京劇武凈。祖籍河北省雄縣，為滿族正黃旗人。 
配偶紀佩伶為華航的空服員，兩人在航班上認識，2001年9月26日訂婚，2001年11月25日結婚，婚後育有二女一子。

## 作品

### 電影
| 年份   | 片名                                               | 飾演                   |
| ------ | -------------------------------------------------- | ---------------------- |
| 1983年 | 《竹劍少年》                                       | 吳法                   |
| 1984年 | 《小爸爸的天空》                                   | 賀杰龍（台北工專時期） |
| 1986年 | 《國父傳》                                         |                        |
| 1987年 | 《那一年我們去看雪》                               |                        |
| 1987年 | 《桂花巷》                                         | 辛惠池                 |
| 1987年 | 《起床號》                                         |                        |
| 1989年 | 《童黨萬歲》                                       | 石頭                   |
| 1989年 | 《流氓世家》                                       | 蘇義雄                 |
| 1989年 | 《黑皮鞋與白布鞋》                                 | 阿俊                   |
| 1989年 | 《企業流氓》                                       | 烏賊                   |
| 1989年 | 《霹靂警花》                                       | 陳志希                 |
| 1990年 | 《安樂戰場》                                       | 阿華                   |
| 1991年 | 《黑衣部隊》                                       | 李國文                 |
| 1990年 | 《鬼出嫁》                                         | 劉明賢                 |
| 1990年 | 《成功嶺2全面出擊》                                | 魯世澤                 |
| 1993年 | 《在那遙遠的地方》                                 | 吳從周                 |
| 1993年 | 《七俠五義之五鼠鬧東京》（又名《御貓愛上錦毛鼠》） | 白玉堂                 |
| 1993年 | 《電腦選妻》                                       |                        |

### 電視劇
| 年份   | 頻道       | 劇名                         | 飾演       |
| ------ | ---------- | ---------------------------- | ---------- |
| 1991年 | 華視       | 李娃傳                       | 鄭元和     |
| 1993年 | 中視       | 梅花三弄之鬼丈夫             | 柯起軒     |
| 1994年 | 中視       | 深閨夢裡情                   | 劉偉群     |
|        |            | 舊情綿綿之望你早歸           | 未知       |
| 1995年 | 超視       | 台灣重案錄                   | 未知       |
| 1995年 | 亞洲電視   | 新包青天之梅花盜             | 未知       |
| 1997年 |            | 保鏢                         | 唐大千     |
| 1997年 | 華視       | 施公奇案之公主招親           | 莫星野     |
| 1997年 | 華視       | 施公奇案之虎姑婆             | 董鷹       |
| 1997年 |            | 嘉慶君遊台灣                 | 方文傑     |
| 1997年 |            | 西門無恨                     | 伊次       |
| 1998年 |            | 乞丐皇帝朱元璋               | 陳友諒     |
| 1998年 | 台視       | 神鵰俠侶                     | 尹志平     |
|        |            | 黑旗將軍                     | 鄧阿富     |
| 1999年 |            | 雍正大帝                     | 晉統大將軍 |
| 1999年 | 中視       | 花木蘭                       | 楊勇       |
| 2000年 |            | 鄉野傳奇                     | 九斤兒     |
| 2000年 | 中視       | 笑傲江湖(第1集)              | 楊蓮亭     |
| 2000年 |            | 西螺七崁                     | 慶祥       |
| 2001年 |            | 冬天的童話                   | 顧家明     |
| 2001年 |            | 向日葵的夏天                 | 張浩東     |
| 2002年 | 台視       | 極速青春                     | 藍天       |
| 2002年 |            | 一切從結婚開始               | 高明       |
| 2002年 | 大愛       | 破繭                         | 潘平和     |
| 2003年 | 大愛電視   | 智慧花開                     | 添福       |
| 2003年 | 衛視中文台 | 第8號當舖                    | 白天使     |
| 2003年 | 華視       | 西街少年                     | 藍楓書     |
| 2004年 | 民視       | 新玫瑰瞳鈴眼                 | 徐俊傑     |
| 2004年 |            | 戰神                         | 療養院院長 |
| 2007年 |            | 魔界                         | 老白       |
| 2012年 | 台視       | 向前走向愛走                 | 孟盛華     |
| 2012年 | 民視       | 廉政英雄第七單元：血本無歸   | 周樹昆     |
| 2013年 | 華視       | 金牌老爸                     | 常勝       |
| 2014年 | 民視       | 廉政英雄第三十一單元：枕邊人 | 孫大富     |
| 2015年 |            | 孤独的美食家                 | 藍本       |
| 2016年 | 大愛       | 大愛劇場 家有滿子            | 曹經理     |
| 2019年 | Netflix    | 罪夢者                       | 王慶年     |
| 2023年 | 中國大陸   | 特工任務                     | 馮博士     |
| 2023年 | 中國大陸   | 蓬萊八仙(2013年拍攝)         | 呂洞賓     |
| 2024年 | 中國大陸   | 金屋藏夫                     | 林家睿     |
| 2024年 | 中國大陸   | 赤熱                         | 劉魯京     |
| 2024年 | 中國大陸   | 半熟男女                     | 孫旭       |

## 主持
- 發燒麥克風（與莎曼珊主持，中視）
- 仁波切看社會（佛教節目，華頻網國際傳播製作）

## 模仿秀
- 主席有約（模仿馬英九，八大第一台）
- 全民最大黨（模仿馬英九，中天綜合台）

## 配音
- 1998年《獅子王2：辛巴的榮耀》國語配音高孚

## 頒獎人
- 2002年金馬獎最佳剪輯，最佳動作設計頒獎人
- 1995年金馬獎最佳實片記錄獎頒獎人
- 1993年金馬獎最佳美術設計、造型獎頒獎人

## 榮譽
- 台北市演員工會第一屆表演藝術金龍獎最有潛力新人獎入圍

## 書籍
- 2003年，《佛子：李志希的學佛之路》，作者：李志希口述，譯者：李寧文字整理，出版社：新地圖出版，ISBN 9572911112。

## 外部連結
- 李志希小咕的新浪微博
- 李志希在互联网电影资料库（IMDb）上的資料（英文）
- 李志希在香港影庫上的簡介
- 李志希在豆瓣上的资料（简体中文）
- 李志希在时光网上的簡介（简体中文）